# Ancistrocerus dusmetiolus
Ancistrocerus dusmetiolus ist eine Art aus der Ordnung der Hautflügler (Hymenoptera) innerhalb der Solitären Faltenwespen (Eumeninae). 

## Merkmale
Die Wespen erreichen eine Körperlänge von 8 bis 11 Millimetern (Weibchen) bzw. 7 bis 9 Millimetern (Männchen). Ihr Körper ist gelb-schwarz gefärbt. Der Umriss des schwarzen Bereiches auf dem ersten Tergit ist herzförmig bis viereckig. Man kann die Art nur schwer von den anderen Arten der Gattung Ancistrocerus unterscheiden.

## Vorkommen
Die Art kommt in Nordafrika, Europa und nach Osten bis in den Fernen Osten vor. Die nördliche Verbreitungsgrenze verläuft durch den Nordwesten Deutschlands. Sie besiedelt temperaturbegünstigte Löss- und Lehmwände. Die Tiere fliegen in einer Generation von Anfang Mai bis Anfang August. Sie sind in Mitteleuropa mittlerweile sehr selten bis selten.

## Lebensweise
Allodynerus dusmetiolus legt ihre Nester in bereits vorhandenen Hohlräumen, wie etwa verlassenen Nestern anderer Wespen, an sonnenbeschienenen Steilwänden, aber auch in den Wänden von Lehmfachwerkhäusern an. Gelegentlich besitzt der Eingang des Nestes einen kleinen Schornstein. Mit welchen Beutetieren die Brut versorgt wird, ist nur unzureichend bekannt, bisher sind jedoch ausschließlich Larven von Blattkäfern nachgewiesen. 